# Lelei, Satu Mare
Lelei (în maghiară Lele, în germană Lellen) este un sat în comuna Hodod din județul Satu Mare, Transilvania, România.

## Demografie
Majoritatea locuitorilor satului sunt maghiari.

## Monumente
- Biserica de lemn din Lelei, monument istoric din anul 1728
- Biserica reformată
- Cimitirul evreiesc

## Personalități
- Béla Kun (1886-1938), lider comunist maghiar

## Galerie de imagini

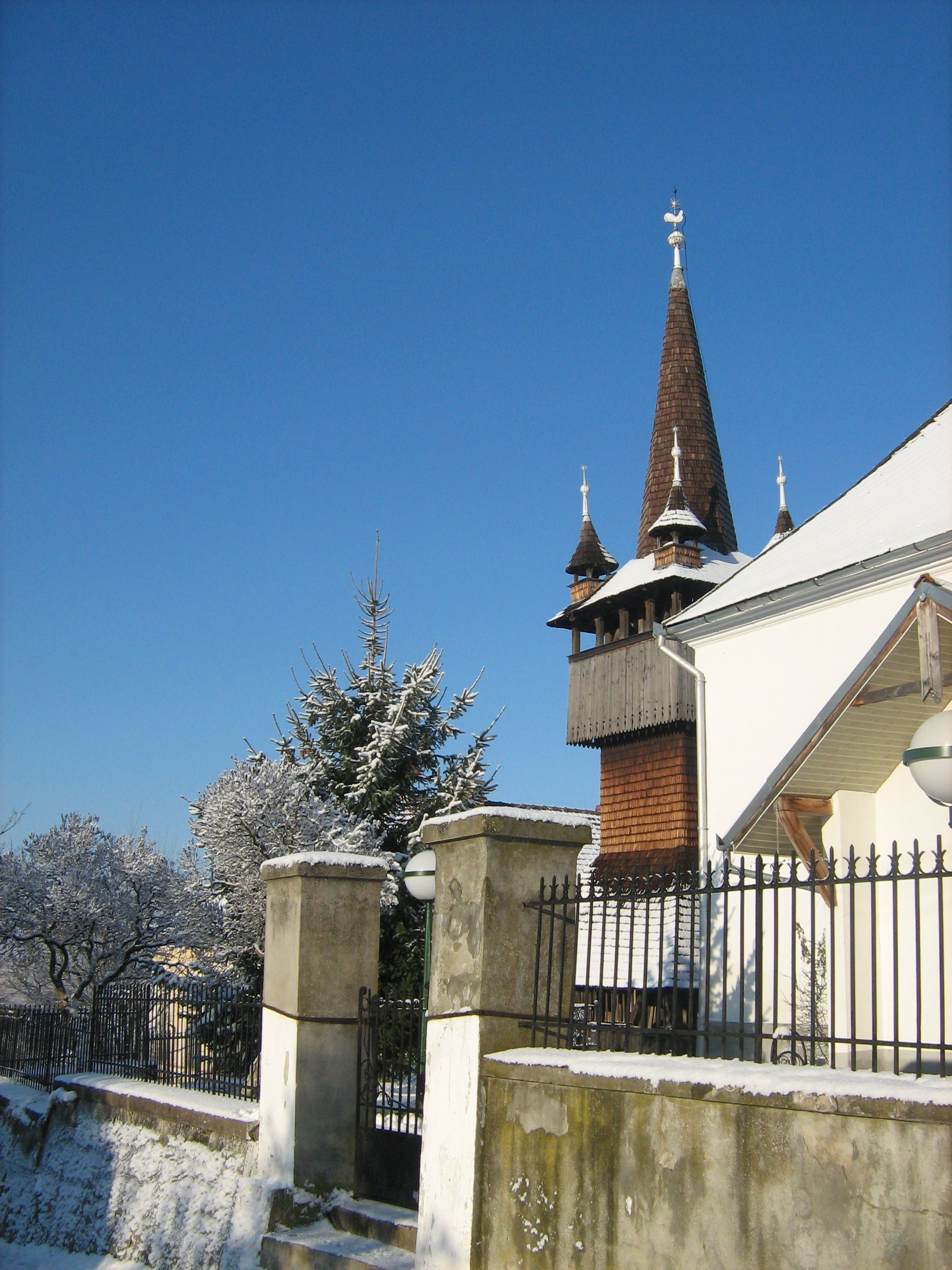
Biserica reformată

 Acest articol despre o localitate din județul Satu Mare este deocamdată un ciot. Puteți ajuta Wikipedia prin completarea lui.